# Canciones del solar de los aburridos
Canciones del Solar de los Aburridos es el tercer álbum realizado en conjunto por Willie Colón y Rubén Blades que fue publicado por Fania Récords a finales de agosto y principios de septiembre de 1981.  
La producción contiene la polémica canción "Tiburón", que hace alusión a la política expansionista de Estados Unidos sobre América Latina, con su intervención en Centroamérica, motivo por el que Blades fue vetado en Miami hasta 1996.
El cha-cha-chá "Ligia Elena", "De qué?", "Madame Kalalú", y "El telefonito" son otras canciones destacadas de Blades en el álbum.  
El tema más famoso es "Te Están Buscando", el cual narra de una forma un tanto humorística la situación de un jugador que cada vez que pierde apostando no paga su deuda. Además este álbum fue nominado a los Grammy en el año 1982. Tuvo una remasterización en el año 2008 por parte de Universal Music, por la serie "Fania Original Remastered", siendo también unos de los álbumes de Fania con más versiones con 25 en total en todo el mundo. 
Aunque es reconocido por ser unos de los mejores álbumes de salsa, al principio en los suburbios de Nueva York no recibió mucha difusión por la canción ya mencionada "Tiburón". 

## Lista de canciones
| N.º | Título              | Escritor(es)                | Duración |  |
| 1.  | «Tiburón»           | Rubén Blades                | 6:57     |  |
| 2.  | «Te están buscando» | Rubén Blades                | 6:25     |  |
| 3.  | «Madame Kalalu»     | Modesto Cepeda              | 6:53     |  |
| 4.  | «El telefonito»     | Silvestre López             | 5:11     |  |
| 5.  | «Y deja»            | Gerardo Piloto Alberto Vera | 4:20     |  |
| 6.  | «Ligia Elena»       | Rubén Blades                | 6:01     |  |
| 7.  | «De Qué?»           | Rubén Blades                | 6:15     |  |